# Bodotria arenosa
Bodotria arenosa är en kräftdjursart som beskrevs av Harry D.S. Goodsir 1843. Bodotria arenosa ingår i släktet Bodotria och familjen Bodotriidae. Arten är reproducerande i Sverige. Inga underarter finns listade i Catalogue of Life.